# Heinrich August Friedrich von Reitzenstein
Heinrich August Friedrich von Reitzenstein (* 22. Dezember 1747 auf Schloss Schwarzenstein, Naila; † 18. April 1823 in Berlin) aus dem Hause Unter-Schwarzenstein war ein preußischer Generalmajor und letzter Chef des gleichnamigen Kürassierregiments.

## Leben

### Herkunft
Seine Eltern waren der Freiherr Christoph Heinrich Erdmann von Reitzenstein (1702–1778) und dessen Frau Sophie Elisabeth, geborene von Kommerstedt. Auch seine Brüder waren Militärs: Karl August stand in kaiserlichen, Christoph Ludwig Rudolph war in Ansbacher, später in preußischen Diensten. 

### Militärkarriere

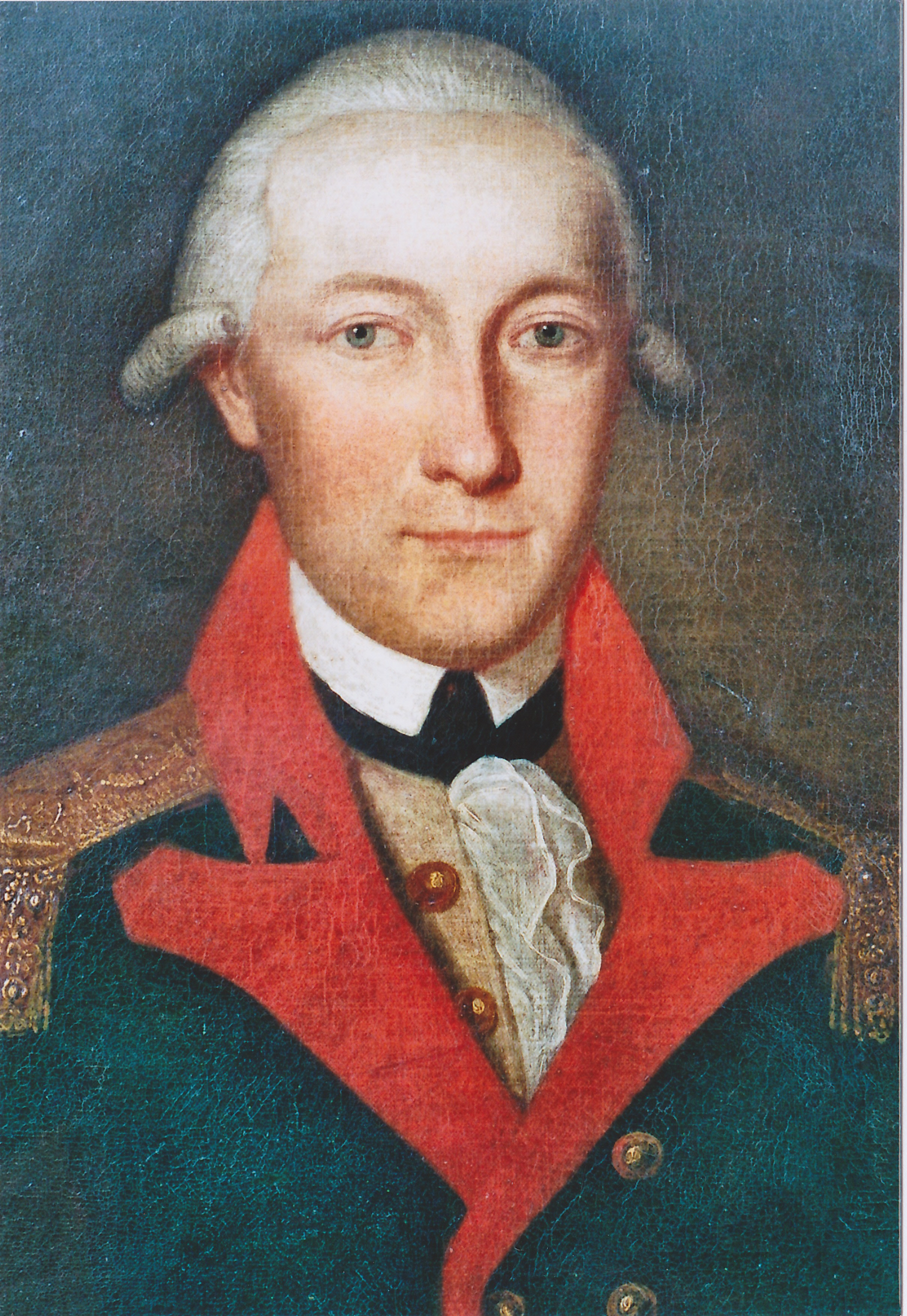
Heinrich von Rei(t)zenstein, Primier Lieutnant, gemalt von J.M. Schwabeda 1788

Reitzenstein kam in jungen Jahren als Page an den Hof des Markgrafen von Bayreuth. 1768 trat er in die Preußische Armee ein und wurde 1771 in das neu errichtete Infanterieregiment versetzt. 1776 wurde er durch den Markgrafen Karl Alexander von Ansbach-Bayreuth als Premierleutnant in sein Dragonerregiment versetzt. Dort wurde er 1786 Kapitän und am 26. Februar 1787 Major und Kommandeur des II. Bataillons. Reitzenstein kämpfte im Ersten Koalitionskrieg gegen Frankreich 1793/94 am Rhein. Für sein Verhalten in der Schlacht bei Pirmasens am 14. September 1793 erhielt er den Orden Pour le Mérite.
1797 wurde Reitzenstein Oberstleutnant und Kommandeur des Regiments Gensdarmes in Potsdam. 1802 erfolgte die Ernennung zum Generalmajor und 1804 wurde er Chef des Kürassierregiments „von Borstell“. Er wurde bei Unruhen in der Altmark eingesetzt, was ihm den Beinamen „gestrenger Herr der Altmark“ einbrachte. Mit seinem Regiment nahm Reitzenstein am Vierten Koalitionskrieg teil. Am 14. Oktober 1806 kämpfte er in der Schlacht bei Auerstädt und griff auf Befehl von Blücher das französische Korps Davout in der Nähe von Hassenhausen an. Reitzenstein wurde bei dem Angriff verwundet und gefangen genommen. Während des Befreiungskrieges war er 1813 Inspekteur der Vorpommerschen Landwehr. 1815 trat Reitzenstein in den Ruhestand und starb am 18. April 1823 in Berlin.

### Familie
Reitzenstein war seit dem 6. Februar 1790 mit Henriette Amalie Dorothea von Heyden-Linden (1771–1823) verheiratet. Das Paar hatte mehrere Kinder darunter:
- Karl Friedrich Ludwig Moritz (1793–1846), preußischer Generalmajor ⚭ Albertine (Bertha) Gräfin von Chasot (1795–1858), Tochter von Ludwig von Chasôt
- Heinrich Hans Wilhelm (1796–1865), preußische General der Infanterie ⚭ 24. Mai 1822 Johanna von Baumann (1802–1855)
- Richard Heinrich Friedrich (* 1. Januar 1798; † 22. April 1843) ⚭ 25. Juli 1835 Christiane Frederike Sophie Erdmuthe von Wolff von Endenberg (* 14. Juni 1809; † 29. September 1870)